# Murton (York)
Murton è un villaggio e parrocchia civile dell'Inghilterra, appartenente alla contea del North Yorkshire.